# Toompuiestee
Le boulevard Toom (estonien : Toompuiestee) est une rue du nord de Tallinn en Estonie.

## Présentation
Toompuiestee part de Tõnismäe, longe le côté ouest de Toompea, traverse le quartier de Kelmiküla et se termine devant la gare de Tallinn-Baltique.
Toompuiestee croise Tõnismäe, la rue Endla tänav, la rue Luise, la rue Wismari tänav, la rue Amandus Adamsoni tänav, la route Paldiski mnt, la route Falgi, la rue Sügise, la rue Tehnika tänav et se termine à son intersection avec Nunne tänav à la Place des tours.

## Lieux et monuments de la rue
| #  | Image | Réf.                                          |
| -- | ----- | --------------------------------------------- |
| 3  |       | Direction nationale de la sécurité intérieure |
| 6  |       | Édifice fonctionnaliste                       |
| 19 |       | Hôtel L'Ermitage                              |
| 23 |       | Hôtel Von Stackelberg                         |
| 26 |       | Musée estonien d'Histoire naturelle           |
| 35 |       | Siège d'Eesti Raudtee et de Nordecon          |
| 37 |       | Balti jaam                                    |
| 37 |       | GO Hotel Shnelli                              |